# NGC 564
NGC 564 è una vasta galassia ellittica situata nella costellazione della Balena a una distanza di circa 266 milioni di anni luce dalla nostra Via Lattea.

## Descrizione

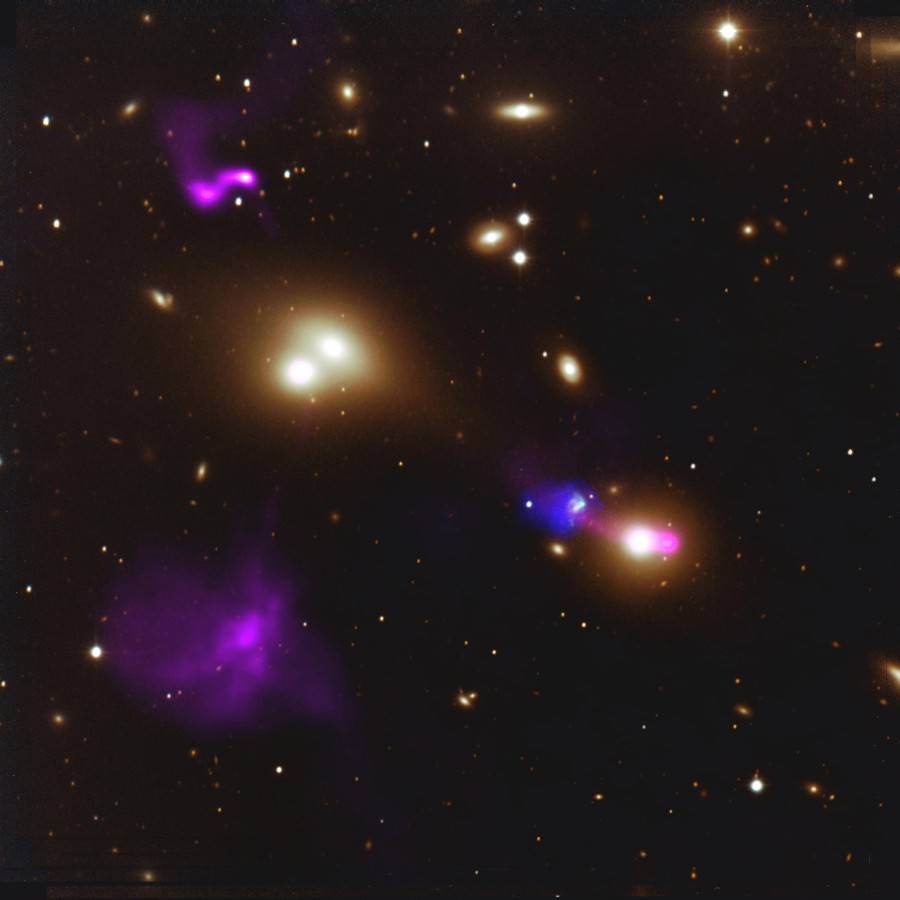
L'amasso Abell 194. (Image courtesy of NRAO/AUI and Courtesy of S. Croft; W. van Breugel; W. de Vries; J. van Gorkom; H. Morganti; T. Osterloo; M .Dopita; M. Gregg)

La designazione DRCG 7-6 è stata utilizzata da Wolfgang Steinicke per indicare che questa galassia figura nel catalogo degli ammassi galattici di Alan Dressler. I numeri 7 e 6 indicano rispettivamente che si tratta del 7º ammasso (Abell 194) e della 6ª galassia di questa lista.
Questa galassia è designata Abell 194:[D80] 6 dal database NASA/IPAC.

## Scoperta
NGC 564 è stata scoperta il 1 ottobre 1785 dall'astronomo britannico di origine tedesca William Herschel.

## Gruppo di NGC 545 e Abell 194
NGC 564 fa parte del Gruppo di NGC 545 di cui è la galassia più estesa e più luminosa.. Il Gruppo di NGC 545 a sua volta fa parte di un insieme più vasto, l'ammasso di galassie Abell 194.

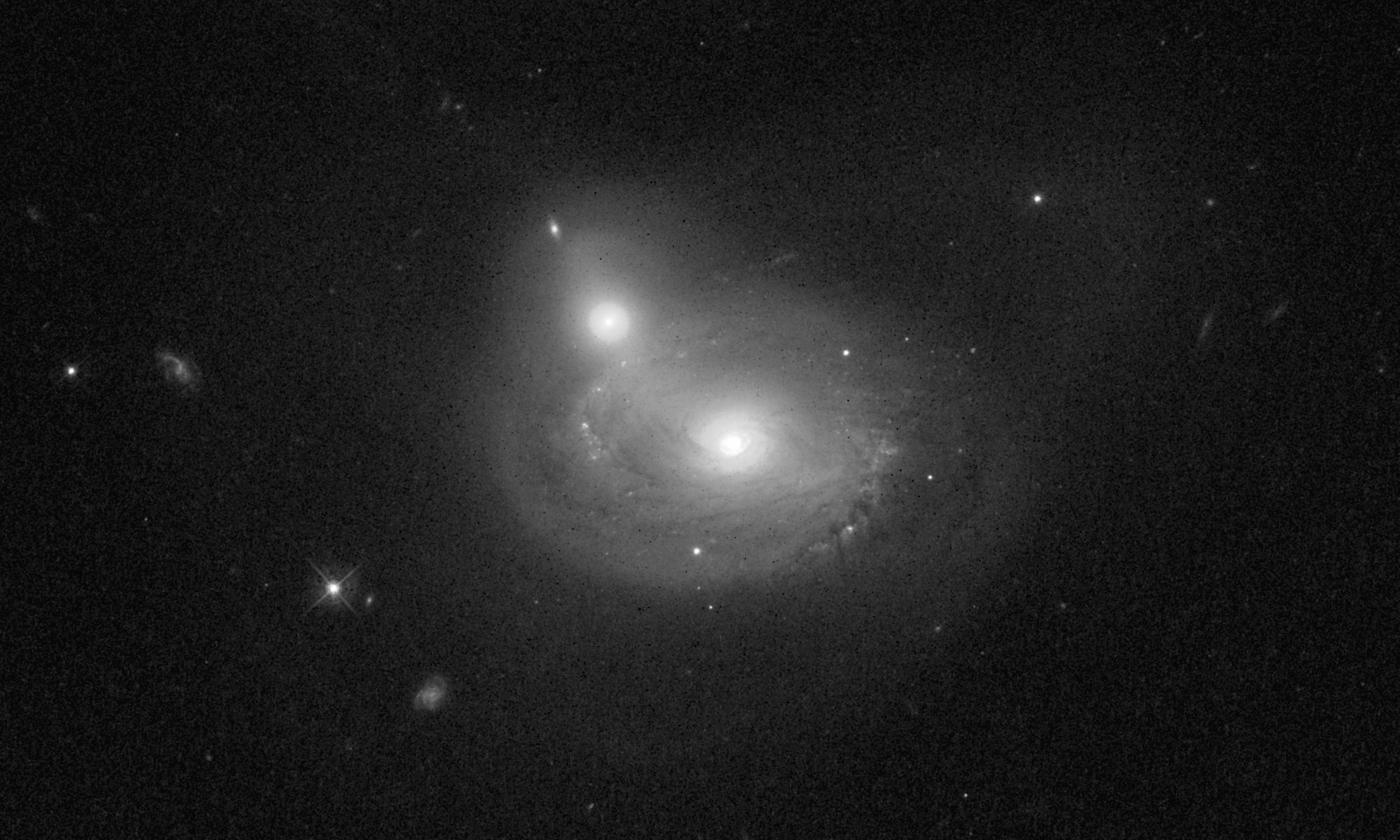
NGC 545 e NGC 547 riprese dal telescopio spaziale Hubble.

Oltre a NGC 564, le principali galassie del gruppo sono NGC 545, NGC 530, NGC 541, NGC 547, NGC 560, NGC 570, NGC 577, NGC 585, UGC 892 e UGC 1062 (registrate anche come CGCG 0118.7-0048 e CGCG 0126.4-0049, e indicate come 0118-0048 e 0126-0049 nell'articolo di Abraham Mahtessian del 1998).